# ハリー・グレイ (第8代スタンフォード伯爵)
第8代スタンフォード伯爵ハリー・グレイ（英語: Harry Grey, 8th Earl of Stamford、1812年2月26日 – 1890年6月19日）は、イングランド貴族。1854年にケープ植民地に移住した後、1883年に親族からスタンフォード伯爵位を継承したが、以降一度も帰国しないままケープ植民地で死去した。

## 生涯
ハリー・グレイ（Harry Grey、1784年ごろ – 1860年3月26日、ジョン・グレイ閣下の息子、第4代スタンフォード伯爵ハリー・グレイの孫）と1人目の妻フランシス・エリザベス（Francis Elizabeth、旧姓エリス（Ellis）、ヒュー・エリスの娘）の息子として、1812年2月26日に生まれ、4月30日にチェシャーのナッツフォードで洗礼を受けた。1829年までシャーボーン・スクールで教育を受けた後、1832年5月2日にオックスフォード大学セント・エドマンド・ホールに入学、1836年にB.A.の学位を修得した。直後に聖職者になったが、1854年にケープタウン近郊のウェインバーグに移住した。
1883年1月2日に親族にあたる第7代スタンフォード伯爵ジョージ・ハリー・グレイが死去すると、スタンフォード伯爵位を継承したが、貴族院に登院しないばかりか、イングランドに戻ることもなかった。
1890年6月19日に死去、20日にウェインバーグで埋葬された。3人目の妻との間で息子ジョンをもうけたが、結婚の前に生まれた子供だったため、イングランド法に基づき爵位の継承権はなかった。そのため、スタンフォード伯爵位は8代伯爵の弟ウィリアム（1820年ごろ – 1872年9月1日）の息子ウィリアムが継承した。一方、ケープ植民地の法律では結婚に伴い結婚前に生まれた子供が嫡子扱いになるため、遺産の継承権はあり、ジョンもその権利を主張した。最終的にはジョンが125,000ポンドをもらうことで和解した。

## 家族
1844年9月30日、スーザン・ゲイドン（Susan Gaydon、1869年11月20日没、リチャード・ゲイドン）と結婚したが、2人の間に子供はおらず、1854年に別居した。
1872年12月19日、アニー・マクナマラ（Annie Macnamara、1874年9月12日埋葬）と再婚したが、2人の間に子供はいなかった。また、2度目の結婚前にキャロライン・クリスティーナ・コリンズとの間で1女をもうけている。
- エマ（Emma、1871年 – 1875年以降[1]）

1880年12月6日、マーサ・ソロモン（1916年3月17日没）と再婚した。2人は結婚の前に1男1女を、結婚の後に1女をもうけた。8代伯爵の死後、マーサは1892年に再婚した。
- ジョン（1877年10月8日[1] – 1892年以降[5]）
- フランシス（1879年10月29日 – 1883年3月2日[1]）
- メアリー（1881年7月25日 – 1945年5月2日） - 1917年3月1日、メレディス・スター（英語版）と結婚、子供あり。2人は1930年に離婚、メアリーは姓をグレイに戻した[4]